# Annie Finch

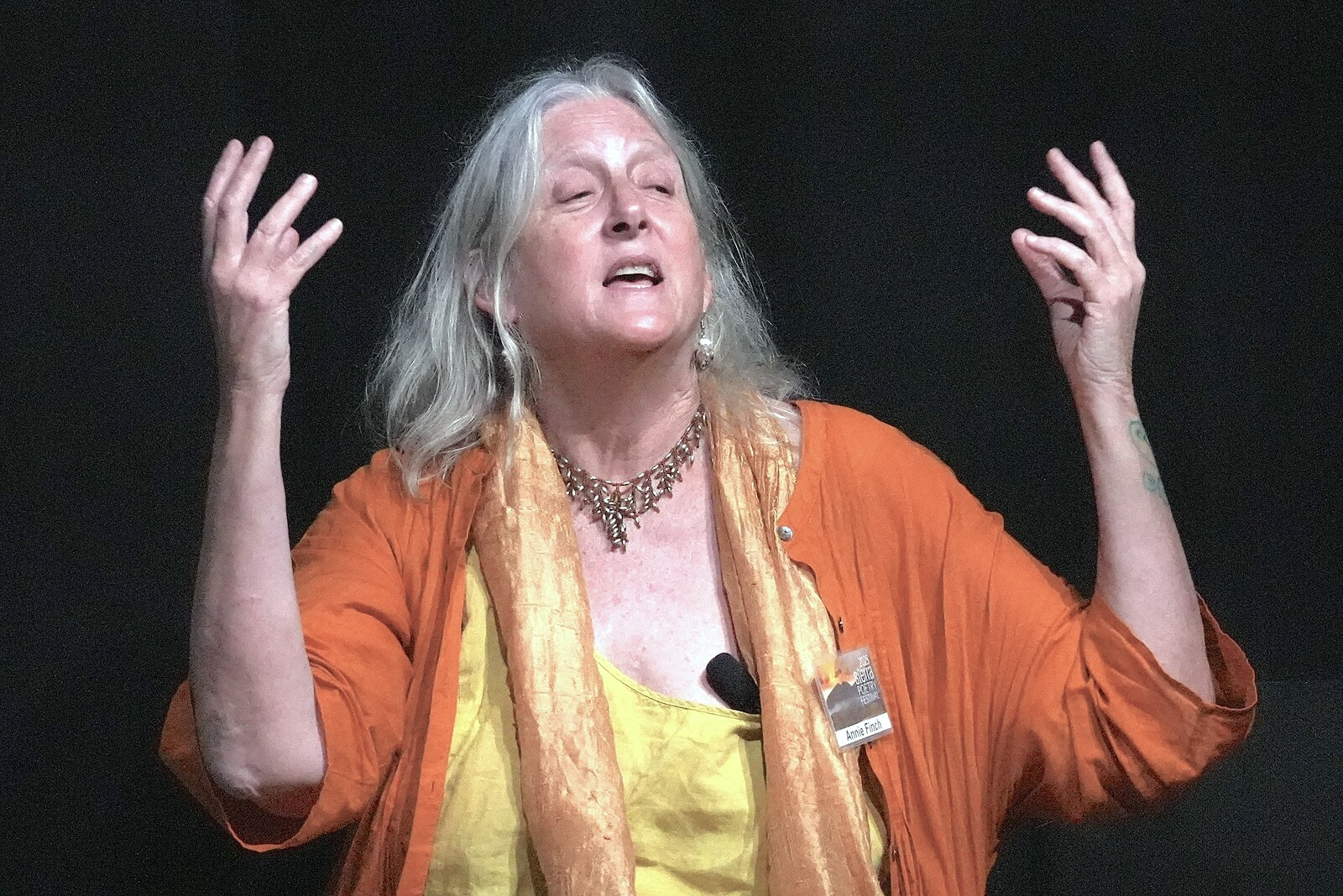
Annie Finch, 2025

Annie Finch (* 31. Oktober 1956 in New Rochelle/New York) ist eine US-amerikanische Lyrikerin, Übersetzerin, Librettistin, Herausgeberin und Literaturkritikerin.
Finch studierte an der Yale University, erwarb einen Mastergrad für kreatives Schreiben an der University of Houston und den Doktorgrad an der Stanford University. Sie leitet das Stonecast-Programm für kreatives Schreiben an der University of Southern Maine.

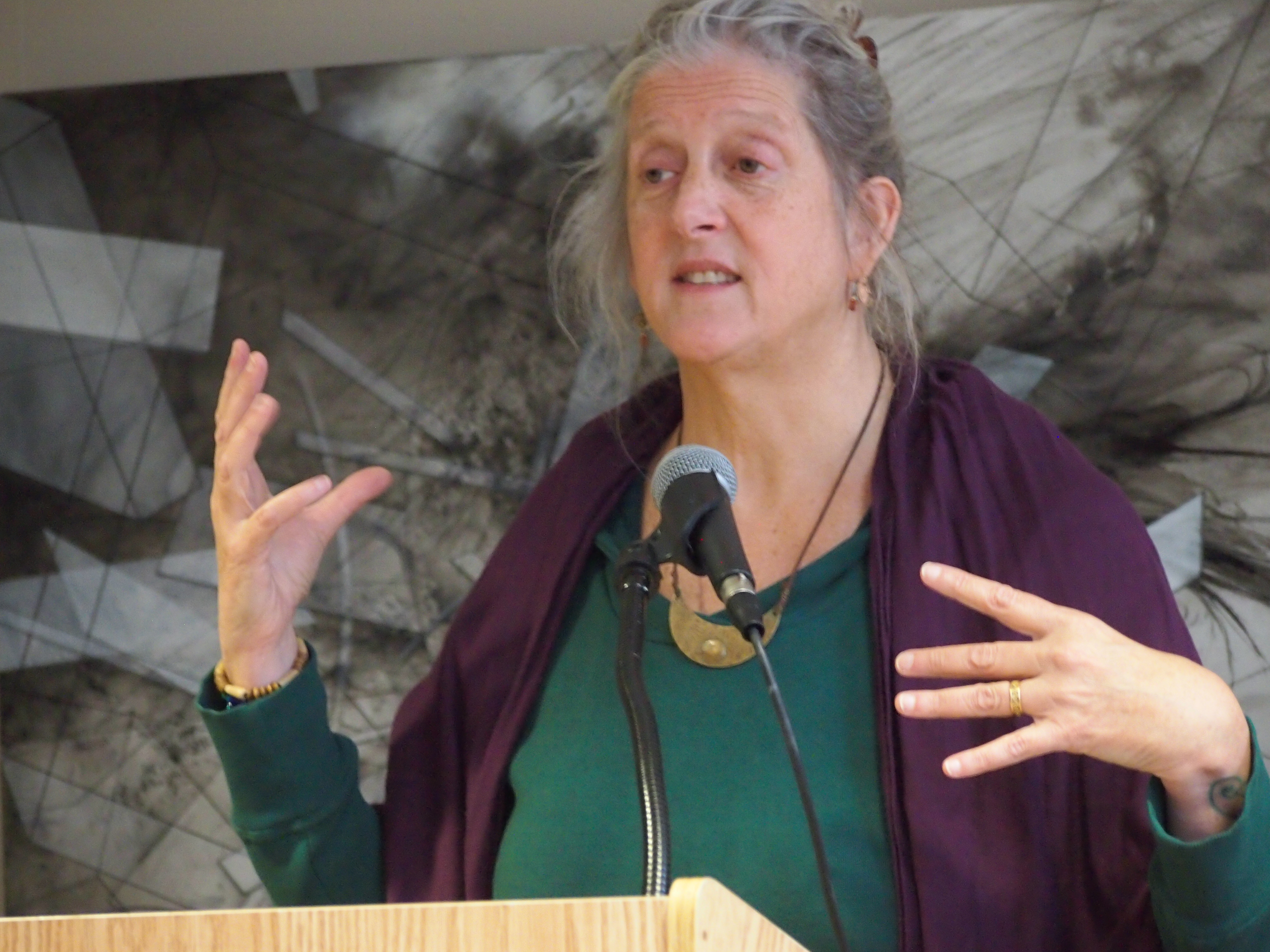
Annie Finch, 2017

Neben Essays und literaturtheoretischen Schriften veröffentlichte Finch mehrere Gedichtbände und Langgedichte. Von ihren Werken angeregte Tanz- und Musikveranstaltungen fanden beim Spoleto Festival, am Lawrence Conservatory, dem Cincinnati Conservatory of Music und dem New Yorker Metropolitan Museum of Art statt. Sie verfasste zudem die Libretti für die Opern  Lily Among the Goddesses und Marina, die von Deborah Drattell komponiert wurden. Sie wurde u. a. mit Stipendien des Black Earth Institute und der Wesleyan Writers Conference ausgezeichnet und erhielt 2009 den Robert Fitzgerald Award. Der Gedichtband Calendars gelangte 2010 in die Shortlist für den Foreword Poetry Book of the Year Award.

## Werke
- Spells: New and Selected Poems
- Among the Goddesses
- Louise Labé, Complete Poetry and Prose: A Bilingual Edition
- The Encyclopedia of Scotland
- Calendars
- Eve
- The Voice Was the Sea
- Shadow-Bird
- Home Birth
- Season Poems
- Catching the Mermother
- The Encyclopedia of Scotland
- The Body of Poetry: Essays on Women, Form, and the Poetic Self
- The Ghost of Meter: Culture and Prosody in American Free Verse
- A Poet's Craft: A Comprehensive Guide to Making and Sharing Your Poetry
- A Poet's Ear: A Handbook of Meter and Form
- Villanelles (Hrsg.)
- Multiformalisms: Postmodern Poetics of Form (Hrsg.)
- A Formal Feeling Comes: Poems in Form by Contemporary Women (Hrsg.)
- Lofty Dogmas: Poets on Poetics (Hrsg.)
- An Exaltation of Forms: Contemporary Poets Celebrate the Diversity of Their Art (Hrsg.)
- Carolyn Kizer: Perspectives on Her Life and Work (Hrsg.)
- After New Formalism: Poets on Form, Narrative, and Tradition (Hrsg.)

## Weblink
- Homepage von Annie Finch